# Генріх фон Брентано
Генріх фон Брентано ді Тремеццо (нім. Heinrich von Brentano di Tremezzo, 6 червня 1904, Оффенбах — 14 листопада 1964, Дармштадт) — німецький державний і політичний діяч.
Політична кар'єра Брентано пов'язана з партією ХДС, одним із засновників якої він був. Був депутатом першого післявоєнного Бундестагу Німеччини. У 1949—1955 і 1961—1964 голова фракції ХДС / ХСС у бундестазі. Міністр закордонних справ Німеччини в 1955—1961. Зіграв важливу роль в процесі становлення європейської інтеграції і створення ЄЕС.
Брентано походив зі знаменитої родини італійського походження, члени якої зіграли важливу роль в німецькому культурному житті. Зокрема, він є родичем Клеменса Брентано і Беттіни фон Арнім.